# Битва під Вітебськом
Битва під Вітебськом — один з боїв російсько-польської війни 1654—1667. Відбулася у червні 1664 року у околицях Вітебська, на річці Лучосе. Новгородський полк князя Івана Хованского зазнав поразки від литовської армії гетьмана Михайла Паца, виконавши, однак, основну задачу — відтянути на себе армію Паца і не допустити допомоги армії короля Яна II Казимира.

## Передісторія
У листопаді 1663 року король Ян II Казимир і правобережний гетьман Павло Тетеря з 130 000 армією почали похід на Лівобережну Україну. У грудні литовське військо Михайла Паца, переконавшись у неможливості взяття Смоленська, вийшло у Сіверську землю на об'єднання з військом короля. 27 грудня 1663 року, дізнавшись про виступ армії Паца, новгородський воєвода, князь Іван Хованський запропонував царю Олексію Михайловичу скоїти силами свого полку рейд по землях Великого князівства Литовського від Білою через Поріччя, Толочин, Черею, Долгинов або Докшици до Мяделя або Глибокого і далі до Жмуди, «і ті місця воювати, і ітить без мешкоти, ніде не стоять». Дізнавшись про війну у своїх землях, Пац буде вимушений уйти з України назад, і діючим там військам
Однак виступити вдалось тільки на початку 1664 року. Затримка була пов'язана з низькою явкою дворян на службу і великою кількістю «нетчиков». Ще 26 жовтня 1663 року князь писав царю, що є наявна кількість у полку тільки 533 людей, а «ратные люди з Твери к нему не бывали, а новгородцы неближних пятин без московские высылки и долго не будут».

## Литовський похід 1664
Увійшовши у Литву, війська Хованського «выжгли і высекли» Дубровну, Оршу, Черею, Толочин, «палили до самого Борисова» і з 16 лютого до 27 березня 1664 розбили у трьох боях кілька литовських полків.
Після цього Хованський зібрав полк під Вітебськом, де війська годували за рахунок підвозу продовольства і «збору кормів» на місці до літа. До цієї пори Пац, котрий ще 7 березня виїхав від Стародуба до Могильову, виступив на Хованського. Перша сутичка відбулася 5 червня 1664.
6 червня 1664 точилися бої на річці Лучосе. У ході боїв Хованським було захоплено Гетьманський стяг Михайла Паца. Але після відбиття атаки на обоз Паца, коли руську кінноту, атаковували без підтримки піхоти, опрокинули, багато кавалерії Хованського не відійшли у табір, а роз'їхалися з поля боя по домівках (так, наприклад, новгородські козаки бігли у Новгород). Сильоно зменшені від дезертирства полки Хованського, у котрого лишилася майже одна піхота, були розбиті військом Паца, князь з трудом прорвався «обозом» у Вітебськ, де йому допоміг вітебський гарнізон.

## Післямова
Похід Хованського негативно відбився на становищі армії короля Яна II Казимира, допомогти котрому Пац не зміг. Переслідувана руськими військами, польська армія посередині лютої зими почала тяжкий відступ після невдалої облоги Глухова. «Відступ це продовжувався два тижні, і ми думали, загинемо всі. Сам король врятувався з великим трудом. Настав такий великий голод, упродовж двох днів я бачив, як не було збіжжя на столі у короля. Було втрачено 40 тисяч коней, вся кавалерія і весь обоз, і без перебільшення три четверті армії. У історії тих віків немає нічого, що можна було би порівняти з станом такого разгрома», згадував герцог Грамон.
Поразка під Вітебськом викликала зміни командування Новгородським полком. Замість князя Якова Черкаського головним воєводою призначено князя Юрія Долгорукого. Хованського, котрому було б «Не можна було опинитися у князя Юрія у товаришах», відкликали у Москву. До кінцю 1664 року виявилася неспроможність нового воєводи управляти непокірним Новгородським полком, у якому дворяни могли просто відмовитися піти на службу. Князь Іван Андрійович Хованський був повернений у Новгородський полк на посаду полкового воєводи. Князь відновив контроль над полком і відновив активні дії у Литві.